# Пиратская партия Великобритании
Пира́тская па́ртия Великобритании (англ. Pirate Party UK, валл. Plaid Môr-leidr DU) — небольшая зарегистрированная политическая партия Великобритании. Основана 9 июля 2009 года. Лидером партии на данный момент является Лоран «Лоз» Кей. Входит в состав Пиратского интернационала.

## История партии
Партия основана на всплеске пиратского движения связанное с судебным процессом над основателями The Pirate Bay и успехом Пиратской партии Швеции на выборах в Европейский парламент 2009 года.
Пиратская партия выдвигала 9 кандидатов на Парламентские выборы в Великобритании 2010 года, однако никто из них не был избран (партия получила 1 340 голосов). Так же партия пыталась участвовать в выборах в парламент Шотландии 2011 года, где она выдвинула 8 кандидатов, которые также не добились успеха (партия получила 1 431 голос).

## Программа партии[4]

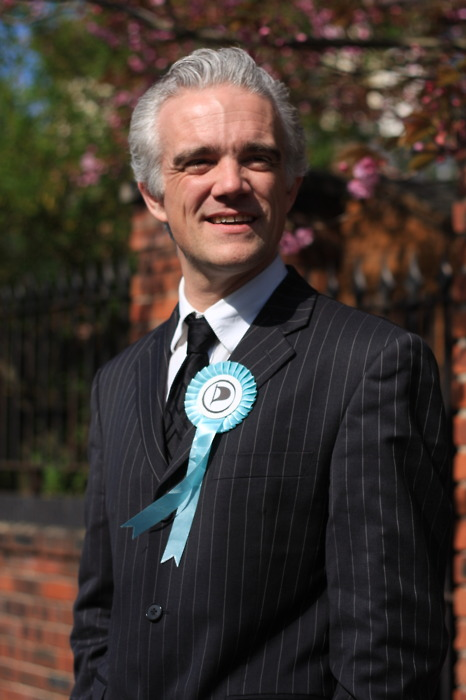
Лидер партии — Лоран «Лоз» Кей

Пиратская партия намерена провести ряд мер по изменению законодательства. Основной упор делается на законы по авторскому и патентному праву.
Партия выступает за:
- Право делиться файлами на некоммерческой основе.
- Право менять формат и время воспроизведения данных.
- Право доступа к данным, получение которых оплачено правительством.
- Право на компенсацию в случае утечки данных из органов власти.
- Право на шифрование персональных данных.
- Право обратиться в суд за компенсацией в случае нарушения законов о защите персональных данных.
- Право избирателей требовать перевыборов.
- Право платить только за ту часть скорости доступа в Интернет, которую провайдер в действительности предоставил.
- Право быть «разоблачителем».
- Право фотографов и видеооператоров делать свою работу, не подвергаясь преследованию по антитеррористическому законодательству.
- Право людей с ограниченными возможностями запрашивать версию контента, защищенного DRM без ограничений, когда это им необходимо.
- Ликвидацию фармацевтических патентов, заменив их субсидиями на исследования.
- Уменьшение срока действия авторского права до 10 лет.
- Введение налоговых вычетов на патентные платежи для некоммерческого, частного использования и для научных исследований.
- Введение системы принудительного лицензирования защищенных патентом технологий.
- Реформирование закона о диффамации.
- Запрет злоупотребление RIPA.
- Запрет третьим лицам перехват и мониторинг коммуникационного трафика.
- Введение обязательный предупредительный ярлык для продукции, защищенной DRM.
- Законы, касающиеся приемлемого использования видеонаблюдения и записей ДНК.
- Введение более строгих законы о защите данных.
- Отмену возможности правительству цензурировать Интернет.
- Разработку правительственного плана по внедрению свободного ПО.
- Требование к BBC выпускать весь свой контент под лицензиями Creative Commons.
- Запрет BBC использовать технологии DRM.
- Обеспечение лучшим компьютерным образования в школах.